# Drive-By Truckers
Drive-By Truckers est un groupe américain de rock, originaire d'Athens, en Géorgie. Il est formé en 1996 par Patterson Hood et Mike Cooley. Le groupe comprend actuellement Mike Cooley (chant, guitare, banjo), Patterson Hood (chant, guitare), Brad Morgan (batterie), Jay Gonzalez (claviers, guitare, accordéon, chœurs), et Matt Patton (basse, chœurs). Comme pour beaucoup de groupes de country alternative, les Drive-By Truckers enregistrent en analogique (enregistreurs cassettes).

## Historique
Drive-By Truckers est cofondé par Patterson Hood (fils du bassiste David Hood de la Muscle Shoals Rhythm Section) et de son vieil ami et partenaire musical Mike Cooley à Athens, en Géorgie, en 1996. Ils jouaient dans différents groupes comme Adam's House Cat. Après la séparation d'Adam's House Cat, Cooley et Hood jouent en duo sous le nom de Virgil Kane. Ils finissent par former un autre groupe, Horsepussy, avec le bassiste et chanteur Adam Howell, et Aaron Bryant (frère de Jenn Bryant) avant de se séparer quelques années plus tard. Hood emménagera à Athens et formera Drive-By Truckers.
La présence du groupe sur Internet en 1996 est entretenue par Jenn Bryant. Cette présence est créditée comme ayant aidé à la popularité du groupe. Le groupe connait aussi Wes Freed qui produira le style visuel du groupe (posters et couvertures d'albums). Freed continuera de collaborer avec DBT.
En 2004, Drive-By Truckers publie un nouvel album-concept, The Dirty South. Après avoir tourné en 2004 et 2005, Drive-By Truckers enregistre au studio Fidelitorium Recording de Forsyth County, en Caroline du Nord, à la fin 2005. Prooduit par David Barbe, leur septième album, A Blessing and a Curse, est publié en avril 2006. A Blessing and a Curse ressemble moins à Lynyrd Skynyrd, comparé à leurs précédents albums, et plus au rock britannique des années 1970 dans la veine des Rolling Stones et Faces. Tom Petty, Blue Öyster Cult, et Neil Young influenceront aussi le style de l'album.
En 2007, Drive-By Truckers participe à l'album de Bettye LaVette, The Scene of the Crime, publié le 25 septembre la même année chez Anti Records. Scene of the Crime est enregistré aux FAME Studios à Muscle Shoals, en Alabama. Le 1er septembre 2009, Drive-By Truckers publie une compilation de faces B et d'inédits intitulée The Fine Print: A Collection of Oddities and Rarities. Le 7 juillet 2009, New West Records publie leur deuxième album live intitulé Live from Austin, TX.
Le 17 avril 2010, le groupe sort un single commémorant le Record Store Day. Your Woman is A Living Thing/Just Maybe  est le seul des Drive-By Truckers à être publié en format vinyle. New West Records publie Ugly Buildings, Whores, and Politicians: Greatest Hits 1998-2009 le 2 août 2011. Le 3 août 2013, Hood révèle sur Instagram l'enregistrement d'un nouvel album au studio Chase Park Transduction d'Athens. Publié le 4 mars 2014, English Oceans marque l'arrivée officielle de Patton.
Le groupe publie un onzième album, American Band, le 30 septembre 2016. L'album fait participer la formation English Oceans, et est axé politique. Ils annonceront une tournée en soutien à l'album, Darkened Flags Tour, en juin.

## Membres actuels
- Patterson Hood – guitare, chant (depuis 1996)
- Brad « The EZB » Morgan – batterie (depuis 1999)
- Jay Gonzalez – claviers, chant (depuis 2008)
- Matt Patton – basse, chœurs (depuis 2012)

### Anciens membres
- Mike « The Stroker Ace » Cooley – guitare, chant (1996-2020)
- Adam Howell – basse, chant (1996-1999)
- Matt Lane – batterie (1996-1999)
- John Neff – guitare, pedal steel guitar, chant (1996-1999, 2003, 2006–2012)
- Barry Sell – mandoline (1996-1999)
- Earl Hicks – basse (1999–2003)
- Rob Malone – guitare, basse, chant (1999–2001)
- Jason Isbell – guitare, chant (2001–2007)
- Shonna Tucker – basse, chant, guitare, claviers (2003–2011)
- Spooner Oldham – piano électrique, orgue, chant (2003, 2007–2008)

## Discographie

### Albums studio
- 1998 : Gangstabilly
- 1999 : Pizza Deliverance
- 2001 : Southern Rock Opera
- 2003 : Decoration Day
- 2004 : The Dirty South
- 2006 : A Blessing and a Curse
- 2008 : Brighter Than Creation's Dark
- 2010 : The Big To-Do
- 2011 : Go-Go Boots
- 2014 : English Oceans
- 2016 : American Band
- 2020 : The Unraveling

### Compilations & Live
- 2000 : Alabama Ass Whuppin' (Concert enregistré à Athènes et Atlanta en 1999)
- 2009 : The Fine Print: A Collection of Oddities and Rarities 2003-2008
- 2009 : Live from Austin, TX (Concert enregistré à Austin City Limits le 26 septembre 2008)
- 2011 : Ugly Buildings, Whores and Politicians: Greatest Hits 1998-2009
- 2015 : It's Great to Be Alive! (Concert enregistré durant 3 nuits au The Fillmore à San Francisco, durant l'automne 2014)